# As-Saff

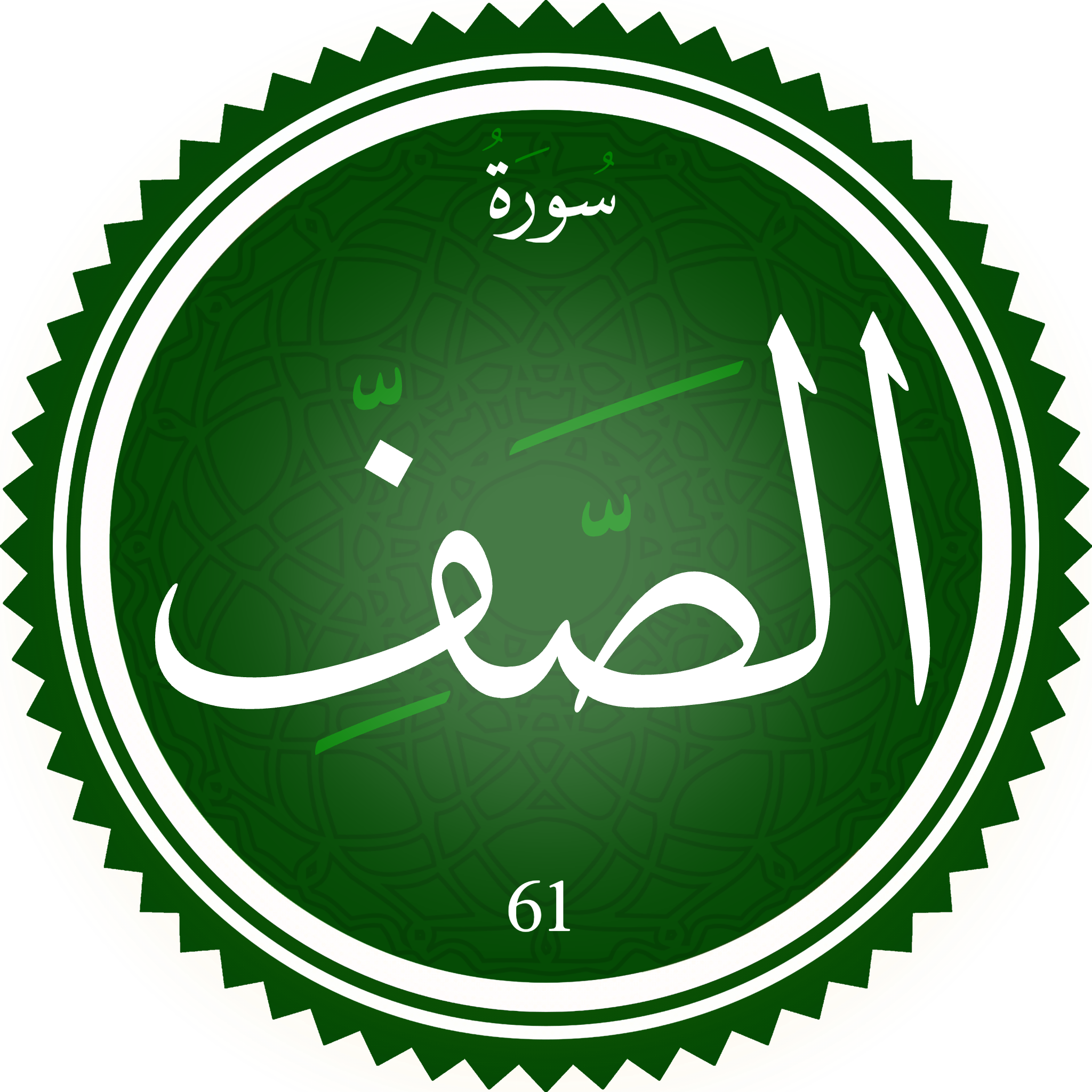
Sura al-Saff.

As-Saff (arabiska: سورة الصف) ("I slutna led") är den sextioförsta suran i Koranen med 14 verser (ayah).